# Frenkl Róbert
Frenkl Róbert (Budapest, 1934. május 24. – Budapest, 2010. február 6.) orvos, sportvezető, egyetemi tanár, evangélikus egyházi vezető.

## Élete és pályafutása
A budapesti Fasori Evangélikus Gimnáziumban érettségizett, majd 1958-ban a Budapesti Orvostudományi Egyetemen (BOTE) szerzett diplomát.
Ezután a BOTE, majd jogutódja, a Semmelweis Orvostudományi Egyetem kórélettani intézetének munkatársa volt 1971-ig. Később a Testnevelési Főiskolán – ma Semmelweis Egyetem Testnevelési és Sporttudományi Kar – oktatott 2004-ig, amikor az intézmény professor emeritusa lett. Harminc éven át volt az egyetem egészségtudományi és sportorvosi tanszékének vezetője. 1989 és 1992 között a Nemzeti Egészségvédelmi Intézet főigazgatója volt.
Frenkl Róbert 1957-től az OSC ügyvezető elnöke, 1991-től a Magyar Egyetemi Sportszövetség elnöke, [1981] és 2002 között a Magyar Sportorvos Társaság, 1996-tól 2009-ig a Magyar Sporttudományi Társaság elnöke volt. Részt vett a hasonló profilú nemzetközi szervezetek munkájában is különböző pozíciókban. A rendszerváltozás után egy évtizeden át a Magyar Olimpiai Bizottság elnökségének is tagja volt.
Két szaklap főszerkesztője volt: 1986 és 1994 között a The World of Sports Medicine, 1991 és 2003 között pedig a Lege Artis Medicinae. Több újság (Evangélikus Élet, Diakónia, Üzenet, Credo) szerkesztésében vett részt, sok más lapban is megjelentek írásai.
Frenkl Róbert 1963-tól 1987-ig volt a Deák téri evangélikus gyülekezet presbitere, jegyzője, másodfelügyelője, 1987 és 1989 között a Déli Evangélikus Egyházkerület felügyelője. 1989-től 2006-ig a Magyarországi Evangélikus Egyház országos felügyelője, 1991 és 1997 között az egyház zsinatának világi alelnöke volt. 2004-től az Európai Protestáns Magyar Szabadegyetem Egyesület elnöke.
1993-tól 1996-ig a Köztársaság Párt elnökségi tagja, később alelnöke volt.

## Könyvei

### Tankönyvek
- Sportélettan (1971, 2. bőv. 1983)
- Sportorvostan (szerk. 1984)

### Közírói alkotásai
- A sport közelről (1974)
- Élettani és sportélettani ismeretek; Tankönyvkiadó, Budapest, 1977
- Sportegészségtan; Testnevelési Főiskola Továbbképző Intézet, Budapest, 1978
- A jövő század sportja (1979)
- Frenkl Róbert–Eőry István–Dobozy László: A sport helye az egészségnevelésben; Medicina, Budapest, 1980 (Az egészségnevelés szakkönyvtára)
- Nem fog fájni... Sport, orvosok, sportorvoslás; Sport, Budapest, 1982 (Sportzsebkönyvek)
- A sport belülről (1983)
- Maradj fiatal! (1992)
- Így láttam... Sport, egészségügy, rendszerváltozás. Esszék, interjúk és publicisztikák, 1989–1993; Springer Hungarica, Budapest, 1994
- A sportolás és az egészség; Magyar Honvédség Egészségügyi Csoportfőnökség, Budapest, 1995
- Győzni minden áron. Teljesítménykényszer – gyógyszerfüggés – dopping; Springer Tudományos Kiadó, Budapest, 2000
- Flörtöm a futballal (2002)
- A TF és a magyar sport belülről. Félévszázad a sport szellemi centrumában; Fair Play Sport, Budapest, 2003
- Frenkl Róbert–Gallov Rezső: Mi történt Athénban? Doppingtitkok nyomában; Paracelsus Bt., Budapest, 2004
- Töprengéseim. Egészségügy: értékek és veszteségek; Literatura Medica, Budapest, 2005

## Tudományos díjai
- Dalmady Zoltán díj (Magyar Sportorvos Társaság) 1980
- Hepp Ferenc díj (Magyar Testnevelési Egyetem) 1985
- Pázmány Péter díj (Pro Renovanda Alapítvány) 1994
- Sós József emlékérem (Magyar Táplálkozástudományi T.) 1997
- Pro Universitate díj (Magyar Testnevelési Egyetem) 1998
- FIMS Gold Award (Nemzetközi Sportorvos Társaság) 1998
- FIMS Fellow 2002 (Nemzetközi Sportorvos Társaság) 2002
- MOTESZ díj (Magyar Orvostudományi Társaságok és Egyesületek Szövetsége) 2003.
- A sportolók egészségéért díj (Nemzeti Sportszövetség) 2007
- a Cseh és Szlovák Sportorvos Társaságok tiszteletbeli tagja

## Egyházi aktivitása
- a Deák téri evangélikus gyülekezet presbitere (jegyző majd másodfelügyelő 1963-, több ciklusban)
- a Magyarországi Evangélikus Egyház Országos Presbitérium tagja 1986-1987
- a Déli Evangélikus Egyházkerület felügyelője 1987-1989
- a Magyarországi Evangélikus Egyház országos felügyelője 1989-2006
- az Egyházi Oktatási Bizottság elnöke 1990-2000